# CV-151
La CV-151 comunica Castelló amb la CV-10 i Borriol.

## Nomenclatura

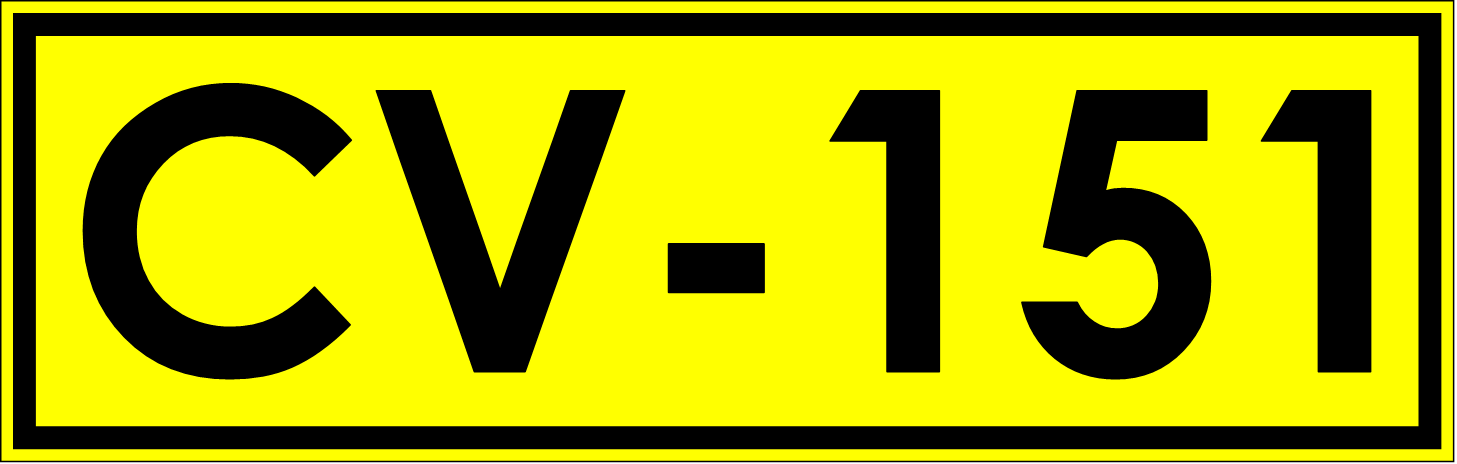
Indicador

La carretera CV-151 pertany a la Xarxa de carreteres de la Generalitat Valenciana. El seu nom ve de la CV (que indica que és una carretera autonòmica del País Valencià) i el 151, és el número que rep la carretera, segons l'ordre de nomenclatures de les carreteres del País Valencià.

## Història
La CV-151 reemplaça a l'antiga carretera C-232 (Castelló - Borriol - Morella).
Cap a l'any 1998, la Generalitat Valenciana va remodelar aquesta via, convertint-la en un enllaç de doble calçada que unia Castelló de la Plana amb la CV-10 (estant sols desdoblat el tram CV-151 - Borriol) i així creant una nova connexió entre la capital i la que anava a esser la CV-10 Autovia de la Plana.

## Traçat actual
Comença a l'eixida de Castelló de l'avinguda Carretera de Borriol, a una redona amb altres vies importants (vies d'accés a l'N-340, l'avinguda Carretera de Borriol i la mateixa CV-151). Creua l'N-340 i en poc més de 2 quilòmetres arriba a una altra redona a on posa fi al seu traçat, enllaçant amb la CV-10 Autovia de la Plana (tant en sentit Borriol-La Pobla Tornesa com Betxí-València).

### Municipis i zones d'interès properes
- N-340
- CV-10